# Рибне (Острогозький район)
Рибне (рос. Рыбное, в минулому — Рібенсдорф) — село в Росії, Острогозькому районі Воронізької області. Входить до складу Криниченського сільського поселення.
Населення становить 427 осіб за даними перепису 2010 року (431 на 1.10.2005).

## Історія
За даними 1859 року у німецькій колонії Рібенсдорф Острогозького повіту Воронізької губернії мешкало 1813 осіб (892 чоловічої статі та 925 — жіночої), налічувалось 218 дворових господарства, існувала лютеранська церква.
Станом на 1886 рік у колишній колоніальній слободі, центрі Рібенсдорфської волості, мешкало 2151 особа, налічувалось 248 дворових господарств, існували школа, 9 паточних заводів, 7 маслобієнь, 16 вітряних млини.
За переписом 1897 року кількість мешканців зменшилась до 1078 осіб (555 чоловічої статі та 523 — жіночої), з яких 150 — православної віри, 928 — протестантської.

## Населення
| 2000 | 2005 | 2010 |
| ---- | ---- | ---- |
| 507  | ↘431 | ↘427 |